# Roland van Benthem
Roland van Benthem (Emmeloord, 24 februari 1968) is een Nederlands registeraccountant, ambtenaar, politicus en bestuurder. Hij is lid van de VVD. Sinds 1 september 2005 is hij burgemeester van Eemnes.

## Loopbaan
Van Benthem volgde onder andere een opleiding bij de Rijksaccountantsdienst, NIVRA, een postdoctorale opleiding accountancy bij de Universiteit van Amsterdam, een Vakopleiding Openbare Financiën voor Hogere Ambtenaren bij de Rijksacademie voor Financiën, Economie en Bedrijfsvoering van het ministerie van Financiën, een verkorte opleiding bedrijfseconomie aan de Universiteit van Amsterdam en een opleiding Master of Government Accounting (MGA) bij het TIAS van de Katholieke Universiteit Brabant.
Van 1989 tot 1992 was Van Benthem adjunct-accountant grote ondernemingen bij de Belastingdienst. Van 1992 tot 1996 werkte hij bij de accountantsdienst van het ministerie van Buitenlandse Zaken. Vanaf 1996 was hij senior beleidsmedewerker controle en financieel management bij het ministerie van Financiën. Van 2001 tot 2005 was Van Benthem werkzaam als beleidsadviseur bij het Kabinet der Koningin.
Van 1994 tot 2005 was Van Benthem gemeenteraadslid van Zeist en van 2004 tot 2007 Statenlid van Utrecht. Tijdens een vergadering op 12 maart 2007 nam hij afscheid als Statenlid en werd hij benoemd tot lid in de Orde van Oranje Nassau. Sinds 1 september 2005 is hij burgemeester van Eemnes. In 2011, 2017 en 2023 volgden zijn eerste, tweede en derde herbenoeming voor dit ambt.